# Vulkan Automobilgesellschaft
Die Vulkan Automobilgesellschaft mbH war ein deutscher Hersteller von Elektroautos, der zwischen 1895 und 1907 in Berlin ansässig war.

## Unternehmensgeschichte
Gebaut wurden zunächst Automobile sowie motorisierte Zwei- und Dreiräder, später vor allem Elektrofahrzeuge für Personen- und Lastentransport und auch Fahrräder. 1899 befand sich der Firmensitz an der Ritterstraße 45. Diese Gesellschaft vergrößerte sich 1901 durch Übernahme der Express Werke und produzierte ihre Fahrzeuge dann unter der neuen Marke. Eine offizielle Umwandlung in Expresswerke A.-G. erfolgte 1918.
Einer der Ingenieure war Robert Schwenke, der dort etliche Fahrzeuge mit postkutschenähnlichem Aussehen und Frontantrieb schuf.
Ein Fahrzeug nahm am 28. September 1899 an einer Fahrt für elektrische Automobile von Berlin nach Zehlendorf und zurück teil und wurde dafür mit einer silbernen Medaille bedacht.